# Berend Reinhold von Wrangell
Berend Reinhold von Wrangell († 1710) war ein Ritterschaftshauptmann der estländischen Ritterschaft.

## Leben
Berend Reinhold war Angehöriger des baltischen Adelsgeschlechts von Wrangel. Seine Eltern waren der estländische Rittergutbesitzer Bernhard Johann von Wrangell († 1690) und Gertrude, geborene Freiin von Wrede († 1716).
Er vermählte sich 1680 in erster Ehe mit Dorothea Elisabeth von Wrangell († 1685) und 1687 in zweiter Ehe mit Anna Katharina von Maydell. Aus der zweiten Ehe sind drei Töchter und zwei Söhne hervorgegangen.
Wrangell besuchte von 1670 bis 1672 die Akademie in Pernau. 1687 war er schwedischer Rittmeister und avancierte später zum Major. Im Jahr 1690 nahm er als Erbherr auf Lagena anlässlich der Inthronisation von Carl XI. an dessen Huldigung teil. In den Jahren 1706 bis 1709 war er Ritterschaftshauptmann und wurde 1709 zum Landrat gewählt. Er starb wenig nach dem 5. Oktober 1710 an der Pest. 
Er besaß neben Lagena noch die Landgüter Mustajöggi, Metzküll, Uddrias und Waiware.